# Kate
Kate [keit] je textový editor pro KDE. Název je akronym pro KDE advanced text editor (Pokročilý textový editor pro KDE).
Od verze KDE 2.2, vydané 15. srpna 2002, je součástí KDE. Díky technologii KPart je možné Kate vložit jako komponentu pro úpravu textu do jiné aplikace z prostředí KDE. Kate takto využívají například vývojová prostředí Quanta a KDevelop, Kile (editor pro TeX a LaTeX) nebo RKWard (rozhraní pro jazyk R).
Vlastnosti Kate:
- Zvýraznění syntaxe, rozšiřitelná pomocí XML specifikací.
- Hledání a nahrazování textu používáním výrazů
- Rozlišení kódu C++, C, PHP a dalších.
- Integrovaný shell